# Đồ Rê Mí 2012
Đồ Rê Mí 2012 là mùa thi thứ sáu của chương trình truyền hình thực tế Đồ Rê Mí do công ty Multimedia phối hợp với VTV3 sản xuất dưới sự tài trợ của hãng sữa Vinamilk. Đây là mùa thi đánh dấu sự lột xác về format cũng như cách thể hiện ca khúc trong tất cả các mùa thi của Đồ Rê Mí.
Trong đêm chung kết của chương trình được truyền hình trực tiếp, thí sinh Lê Trần Nhật Tiến (8 tuổi) đến từ Hà Tĩnh đã đạt được giải nhất.

## Đối tượng dự thi
Đối tượng dự thi của Đồ Rê Mí mùa này là các bé có độ tuổi từ 5 đến 10 có năng khiếu về âm nhạc, không mắc tật nói ngọng, nói lắp và tự tin trên sân khấu.

## Đổi mới format
Mùa thi này đánh dấu sự đối mới toàn diện về format từ vòng sơ loại tới tận đêm chung kết.

### Đồ Rê Mí Marathon
Đồ Rê Mí Marathon dài 7 phút phát sóng vào thứ hai, thứ tư và thứ sáu hàng tuần lúc 17h45. Kéo dài từ khi mùa giải cũ kết thúc cho đến khi mua giải mới bắt đầu, mỗi chương trình Đồ Rê Mí Marathon sẽ gồm 2 phần: "Lớp học Đồ Rê Mí" và "Gương mặt Đồ Rê Mí". 
Phần một có sự hướng dẫn của các thầy cô giúp các bé có kỹ năng trình diễn trên sân khấu. Phần hai sẽ lựa chọn gương mặt tài năng cho chung kết Đồ Rê Mí Marathon 2012 theo thể thức: Các bé sẽ gửi 1 clip phần trình diễn của mình tới ban tổ chức, từ đó ban giám khảo và khán giả sẽ chọn 10 bé tham gia Chung kết Đồ rê mí Marathon. Từ 10 bé này sau khi thi trên sân khấu Đồ rê mí, ban giám khảo sẽ chọn ra 3 bé có phần trình diễn tốt nhất. Lúc này, khán giả truyền hình sẽ nhắn tin bình chọn. Thí sinh có số lượt bình chọn nhiều nhất sẽ được vào thẳng Vòng chung khảo Đồ rê mí 2012.

### Vòng sơ loại ba miền
Vòng sơ loại ba miền năm nay ban giám khảo chính sẽ trực tiếp lựa chọn thí sinh chứ không thông qua ban giám khảo vùng miền.
Số lượng thí sinh lựa chọn mỗi miền cũng được chia đều: mỗi miền 3 thí sinh chứ không còn chênh lệch như các năm trước.
Các vòng thi cũng được thiết kết khác.
- Vòng 1: Thí sinh thể hiện ca khúc mình yêu thích trước ban giám khảo. Nếu ban giám khảo chọn thí sinh đó vào vòng 2 thì sẽ tặng thí sinh một nốt nhạc vàng.
- Vòng 2: Các thí sinh sẽ luyện tập vũ đạo cùng một chuyên gia. Lúc này, hai giám khảo Châu Anh và Thùy Linh đứng ngoài quan sát và chọn các bé xuất sắc bước vào vòng 3.
- Vòng 3: Các thí sinh sẽ phải chọn một trong ba bài hát mà ban giám khảo giao và chỉ được học hát trong một thời gian rất ngắn. Sau đó thí sinh quay trở lại, hát cùng với phần đệm đàn piano.

Kết thúc vòng 3, ở mỗi khu vực sơ loại sẽ chỉ có 3 thí sinh bước vào vòng chung khảo.

### Vòng chung khảo
Ngoài 1 show mở màn giống các năm trước, năm nay, đêm nào các thí sinh cũng được thể hiện mình để chứng tỏ tài năng trước ban giám khảo. Năm nay, các thí sinh sẽ hát live mà không được thu âm trước.
Sẽ có 5 đêm thi chung khảo gồm: Hát mộc, biểu cảm khuôn mặt, hát ru, hát với bạn có hoàn cảnh khó khăn. Sau mỗi đêm thi, 10 bé lần lượt được ban giám khảo nhận xét và tặng nốt nhạc vàng. Chỉ cần nhận được hai nốt nhạc vàng từ hai giám khảo trong một đêm thi, bé đó sẽ được đặc cách lọt thẳng vào vòng chung kết mà không cần thi các đêm còn lại.
Nếu bé đó nhận được hai nốt nhạc vàng từ hai đêm thi khác nhau, bé không được đặc cách vào vòng sau. Kết thúc 5 đêm thi, ngoài các thí sinh được đặc cách, ban giám khảo sẽ lựa chọn các bé còn lại vào vòng chung kết đủ số lượng 6.

### Vòng chung kết
Vòng chung kết gồm 3 show: Show hát với ban nhạc, Show nhạc kịch và Show nhạc quốc tế.
Kết thúc mỗi đêm thi, ban giám khảo nhận xét trao cho các bé nốt nhạc vàng. Trên mỗi nốt nhạc sẽ gắn số sao tương ứng: 1, 2, 3 sao tương đương với màn trình diễn của các bé trên sân khấu.
Sau 3 show diễn, 2 bé có số sao nhiều nhất sẽ được lọt vào đêm chung kết xếp giải. Nếu có nhiều bé cùng được số sao nhiều nhất, các bé đều được vào đêm chung kết.

### Đêm chung kết - trao giải
Mỗi bé sẽ trình bày 2 ca khúc trên sân khấu trong đêm diễn được truyền hình trực tiếp. Ban giám khảo từ đây sẽ trao giải cho các bé ứng với giải nhất, giải nhì, giải ba.

## Tổng hợp diễn biến các vòng thi

### Đồ Rê Mí Marathon
- Danh sách 10 bé lọt vào chung kết Đồ rê mí Marathon:

1. Nguyễn Ngọc Trúc Ly
2. Lê Trần Nhật Tiến
3. Phạm Nhật Lan Vy
4. Vũ Chí Thái Dương
5. Ju Uyên Nhi
6. Nguyễn Phú Trọng
7. R'Mah Thanh Xuân
8. Nguyễn Mai Hoa
9. Lê Nguyễn Diệp Hằng
10. Võ Thị Trà Giang

- 3 bé được ban giám khảo lựa chọn vào vòng bình chọn của khán giả:

1. Nguyễn Ngọc Trúc Ly
2. Lê Trần Nhật Tiến

- Bé được khán giả bình chọn nhiều nhất:

1. Nguyễn Ngọc Trúc Ly (7 tuổi – Bình Phước)

### Vòng sơ loại ba miền
Danh sách thí sinh lọt vào chung khảo:
- Miền Bắc:

1. Lê Băng Giang (7 tuổi, từ Hải Phòng)
2. Nguyễn Bích Hằng (9 tuổi, từ Hà Nam)

- Miền Trung:

1. Lê Trần Nhật Tiến (9 tuổi, từ Hà Tĩnh)‡
2. Bạch Phúc Nguyên (7 tuổi, từ Thừa Thiên Huế)
3. Lê Phạm Như Ngọc (9 tuổi, từ Quảng Ngãi)
4. Nguyễn Ngọc Trâm (6 tuổi – Thừa Thiên Huế)

- Miền Nam:

1. Phan Gia Linh (8 tuổi, từ Bình Dương)
2. Nguyễn Phạm Bảo Trân (6 tuổi, từ TPHCM)
3. Phạm Nhật Lan Vy (8 tuổi, từ TPHCM)

‡ Nhật Tiến tuy ở miền trung nhưng lại tham gia vòng loại miền bắc.

### Vòng chung khảo

#### Show diễn ra mắt
Show diễn ra mắt là show diễn mà các bé sẽ được hát các bài hát dân ca về vùng miền của mình, từ đó giúp khán giả làm quen và nhớ mặt các bé!
- Ca khúc mở đầu: Chào người bạn mới đến

Sáng tác: Lương Bằng Vinh
Thể hiện: 10 thí sinh Đồ rê mí
- Miền Bắc: Ngày mùa vui

Nhạc: Dân ca dân tộc Thái - Lời mới: Hoàng Lân
Thể hiện: Bích Hằng - Băng Giang
- Miền Trung: Bé đi học

Sáng tác: Trương Xuân Mẫn
Thể hiện: Nhật Tiến, Như Ngọc, Phúc Nguyên, Ngọc Trâm
- Miền Nam: Lý dĩa bánh bò

Sáng tác: Dân ca Nam Bộ
Thể hiện: Trúc Ly, Lan Vy, Bảo Trân, Gia Linh

#### Show hát mộc
Show hát mộc là show diễn chính thức đầu tiên của vòng chung khảo Đồ rê mí 2012. Đây được đánh giá là show diễn rất khó do các thí sinh phải hát trực tiếp trên sân khấu với nhạc cụ duy nhất nhưng các màn trình diễn lại rất xuất sắc và nhận được đánh giá cao từ khán giả.
| Giám khảo trao nốt nhạc vàng | Thí sinh chỉ có một nốt nhạc vàng | Thí sinh có 2 - 3 nốt nhạc vàng |

| Mã số BC | Tên thí sinh | Tên bài hát                   | Giám khảo  | Giám khảo      | Giám khảo     |
| Mã số BC | Tên thí sinh | Tên bài hát                   | Trấn Thành | Thái Thùy Linh | Đặng Châu Anh |
| -------- | ------------ | ----------------------------- | ---------- | -------------- | ------------- |
| 01       | Băng Giang   | Hzen lên rẫy                  |            |                |               |
| 02       | Bích Hằng    | Con mèo                       |            |                |               |
| 03       | Gia Linh     | Tiễn thầy đi bộ đội           |            |                |               |
| 04       | Trúc Ly      | Đời cho em những nốt nhạc vui |            |                |               |
| 05       | Như Ngọc     | Đưa cơm cho mẹ đi cày         |            |                |               |
| 06       | Phúc Nguyên  | 10 chàng tí hon               |            |                |               |
| 07       | Nhật Tiến    | Tiếng hát bạn bè mình         |            |                |               |
| 08       | Ngọc Trâm    | Cô giáo                       |            |                |               |
| 09       | Bảo Trân     | Mặt trời bay                  |            |                |               |
| 10       | Lan Vy       | Hoa của mẹ                    |            |                |               |

#### Showbiểu cảm khuôn mặt
| Số thứ tự | Tên thí sinh | Tên bài hát              | Giám khảo  | Giám khảo      | Giám khảo     |
| Số thứ tự | Tên thí sinh | Tên bài hát              | Trấn Thành | Thái Thùy Linh | Đặng Châu Anh |
| --------- | ------------ | ------------------------ | ---------- | -------------- | ------------- |
| 1         | Như Ngọc     | Hôm nay mẹ trực đêm      |            |                |               |
| 2         | Nhật Tiến    | Hôm nay mẹ trực đêm      |            |                |               |
| 3         | Phúc Nguyên  | Quà của ba               |            |                |               |
| 4         | Lan Vy       | Quà của ba               |            |                |               |
| 5         | Bích Hằng    | Dịu ngọt tình yêu thương |            |                |               |
| 6         | Gia Linh     | Dịu ngọt tình yêu thương |            |                |               |
| 7         | Trúc Ly      | Con cò đi đón cơn mưa    |            |                |               |
| 8         | Băng Giang   | Con cò đi đón cơn mưa    |            |                |               |
| 9         | Ngọc Trâm    | Bà thương em             |            |                |               |

#### Show tự trình diễn
| Số thứ tự | Tên thí sinh | Tên bài hát      | Giám khảo  | Giám khảo      | Giám khảo     |
| Số thứ tự | Tên thí sinh | Tên bài hát      | Trấn Thành | Thái Thùy Linh | Đặng Châu Anh |
| --------- | ------------ | ---------------- | ---------- | -------------- | ------------- |
| 1         | Phúc Nguyên  | Chú kiến con     |            |                |               |
| 2         | Trúc Ly      | Chú kiến con     |            |                |               |
| 3         | Băng Giang   | Nhà mình rất vui |            |                |               |
| 4         | Lan Vy       | Nhà mình rất vui |            |                |               |
| 5         | Như Ngọc     | Búp bê xinh      |            |                |               |
| 6         | Gia Linh     | Búp bê xinh      |            |                |               |
| 7         | Bích Hằng    | Ước mơ hồng      |            |                |               |
| 8         | Nhật Tiến    | Ước mơ hồng      |            |                |               |
| 9         | Bảo Trâm     | Chú chuồn chuồn  |            |                |               |

#### Show diễn kết hợp múa phụ họa
| Số thứ tự | Tên thí sinh | Tên bài hát        | Giám khảo  | Giám khảo      | Giám khảo     |
| Số thứ tự | Tên thí sinh | Tên bài hát        | Trấn Thành | Thái Thùy Linh | Đặng Châu Anh |
| --------- | ------------ | ------------------ | ---------- | -------------- | ------------- |
| 1         | Bích Hằng    | Tiếng ve gọi hè    |            |                |               |
| 2         | Lan Vy       | Tiếng ve gọi hè    |            |                |               |
| 3         | Ngọc Trâm    | Chú mèo đi đâu     |            |                |               |
| 4         | Gia Linh     | Chú mèo đi đâu     |            |                |               |
| 5         | Phúc Nguyên  | Bé và ông mặt trời |            |                |               |
| 6         | Băng Giang   | Bé và ông mặt trời |            |                |               |
| 7         | Trúc Ly      | Ước mơ hồng        |            |                |               |
| 8         | Như Ngọc     | Ước mơ hồng        |            |                |               |

#### Show hát kết hợp với bạn có hoàn cảnh khó khăn
| Số thứ tự | Tên thí sinh | Bạn nhỏ được chọn song ca | Tên bài hát        | Giám khảo             | Giám khảo             | Giám khảo             |
| Số thứ tự | Tên thí sinh | Bạn nhỏ được chọn song ca | Tên bài hát        | Trấn Thành            | Thái Thùy Linh        | Đặng Châu Anh         |
| --------- | ------------ | ------------------------- | ------------------ | --------------------- | --------------------- | --------------------- |
| 1         | Ngọc Trâm    | Việt Anh                  | Hạt nắng, hạt mưa  | Cặp đôi đáng yêu nhất | Cặp đôi đáng yêu nhất | Cặp đôi đáng yêu nhất |
| 2         | Bích Hằng    | Thu Hương                 | Con ve con kiến    |                       |                       |                       |
| 3         | Gia Linh     | Khánh Ly                  | Con ve con kiến    |                       |                       |                       |
| 4         | Băng Giang   | Mạnh Hà                   | Bé và ông mặt trời |                       |                       |                       |
| 5         | Trúc Ly      | Bùi Dung                  | Bé và ông mặt trời |                       |                       |                       |
| 6         | Phúc Nguyên  | Tô Khắc Hiếu              | Ước mơ hồng        |                       |                       |                       |
| 7         | Lan Vy       | Hồng Ngọc                 | Ước mơ hồng        |                       |                       |                       |

#### Kết quả chung vòng chung khảo
| Giám khảo chọn thí sinh | Thí sinh được chọn sau khi kết thúc vòng chung khảo | Thí sinh đủ số nốt nhạc vàng và được đặc cách | Thí sinh không được chọn |

| Số thứ tự | Tên thí sinh | Số nốt nhạc vàng / Số đêm thi | Giám khảo chọn vào chung kết | Giám khảo chọn vào chung kết | Giám khảo chọn vào chung kết |
| Số thứ tự | Tên thí sinh | Số nốt nhạc vàng / Số đêm thi | Trấn Thành                   | Thái Thùy Linh               | Đặng Châu Anh                |
| --------- | ------------ | ----------------------------- | ---------------------------- | ---------------------------- | ---------------------------- |
| 1         | Bảo Trân     | 3 / 1                         |                              |                              |                              |
| 2         | Nhật Tiến    | 2 / 3                         |                              |                              |                              |
| 3         | Như Ngọc     | 3 / 4                         |                              |                              |                              |
| 4         | Bích Hằng    | 2 / 5                         |                              |                              |                              |
| 5         | Băng Giang   | 0 / 5                         |                              |                              |                              |
| 6         | Gia Linh     | 2 / 5                         |                              |                              |                              |
| 7         | Ngọc Trâm    | 1 / 5                         |                              |                              |                              |
| 8         | Trúc Ly      | 0 / 5                         |                              |                              |                              |
| 9         | Lan Vy       | 1 / 5                         |                              |                              |                              |
| 10        | Phúc Nguyên  | 1 / 5                         |                              |                              |                              |